# Kalanchoe scapigera
Kalanchoe scapigera är en fetbladsväxtart som beskrevs av Friedrich Welwitsch och Oliver. Kalanchoe scapigera ingår i släktet Kalanchoe och familjen fetbladsväxter. Inga underarter finns listade i Catalogue of Life.